# 冯志刚 (足球运动员)
冯志刚（1969年2月27日—2011年7月7日），男，湖北武汉人，中国前职业足球运动员，曾入选中国国家队，退役后曾在武汉队、陕西中新等俱乐部任职。

## 生平

### 球员生涯
冯志刚是徐根宝率领的国二队和国奥队的主力后卫，帮助球队夺得了1989年甲A联赛的冠军，之后入选了国家队。
1994年足球职业化伊始，代表湖北武钢一队的冯志刚却与同为国脚的队友蔡晟一起未能通过体能测试，1994年全年无法参赛，1995年坚持要求转会但是不被批准。
1996年，他终于顺利加盟了前身湖北武钢二队的前卫寰岛，帮助球队当年即打入甲A之后，次年随队搬迁到重庆。
1999年，冯志刚转会回到武汉加盟武汉红桃K，2000年赛季结束后退役。

### 教练生涯
退役后冯志刚留在武汉队，担任过助理教练、领队等职务，也曾经被俱乐部派往英国学习。
2009年，由于武汉队之前退赛被取消注册资格，冯志刚来到陕西中新担任助理教练，辅助原国二队队友成耀东。赛季结束后，冯志刚回到武汉家中休假，不料却在与妻子于超市购物时突发脑梗塞，被宣布病危，并两次开颅手术，引起媒体关注。
2011年7月7日，与病魔斗争了一年多的冯志刚逝世。